# A Proposal from Mary
A Proposal from Mary è un cortometraggio muto del 1913 diretto da Walter Edwin.
Sesto episodio del serial Who Will Marry Mary?.

## Produzione
Il film fu prodotto dalla Edison Company e dalla McClure Publishing Co..

## Distribuzione
Distribuito dalla General Film Company, il film - un cortometraggio in una bobina - uscì nelle sale cinematografiche degli Stati Uniti il 27 dicembre 1913.